# Sosnivka, Dunaiivți
Sosnivka (în ucraineană Соснівка) este un sat în comuna Sîvorohî din raionul Dunaiivți, regiunea Hmelnîțkîi, Ucraina.

## Demografie
Componența lingvistică a localității Sosnivka
     Ucraineană (99,4%)
     Alte limbi (0,6%)
Conform recensământului din 2001, majoritatea populației localității Sosnivka era vorbitoare de ucraineană (99,4%), existând în minoritate și vorbitori de alte limbi.